# Laccophilus pulcher
Laccophilus pulcher är en skalbaggsart som beskrevs av Bilardo och Rocchi 2004. Laccophilus pulcher ingår i släktet Laccophilus och familjen dykare. Inga underarter finns listade i Catalogue of Life.